# (17161) 1999 LQ13
(17161) 1999 LQ13 est un objet de la ceinture principale extérieure de 16,454 km de diamètre découvert en 1999.

## Description
(17161) 1999 LQ13 a été découvert le 9 juin 1999 à l'observatoire Magdalena Ridge, situé dans le comté de Socorro, au Nouveau-Mexique (États-Unis), par le projet Lincoln Near-Earth Asteroid Research (LINEAR).

### Caractéristiques orbitales
L'orbite de cet astéroïde est caractérisée par un demi-grand axe de 3,35 UA, un périhélie de 2,81 UA, une excentricité de 0,16 et une inclinaison de 6,72° par rapport à l'écliptique. Du fait de ces caractéristiques, à savoir un demi-grand axe entre 3,2 et 4,6 UA, il est classé, selon la JPL Small-Body Database, comme objet de la ceinture principale extérieure.

### Caractéristiques physiques
(17161) 1999 LQ13 a une magnitude absolue (H) de 13,1 et un albédo estimé à 0,045, ce qui permet de calculer un diamètre de 16,454 km. Ces résultats ont été obtenus grâce aux observations du Wide-Field Infrared Survey Explorer (WISE), un télescope spatial américain mis en orbite en 2009 et observant l'ensemble du ciel dans l'infrarouge, et publiés en 2011 dans un article présentant les premiers résultats concernant les astéroïdes de la ceinture principale.